# Cabralis gloriosus
Cabralis gloriosus is een insect uit de familie van de Psychopsidae, die tot de orde netvleugeligen (Neuroptera) behoort. 
Cabralis gloriosus is voor het eerst wetenschappelijk beschreven door Navás in 1912.